# Kounicovy koleje
Kounicovy koleje či Kaunicovy studentské koleje jsou studentské koleje v Brně, v městské části Žabovřesky, postavené v roce 1922. Za druhé světové války a poté během poválečného odsunu Němců sloužily jako vězení a k popravám vězněných osob, poté se navrátily k původnímu účelu. Od roku 1999 jsou v majetku Veterinární univerzity Brno.

## Vznik kolejí a historie do uzavření českých vysokých škol
V 60. letech 19. století začal boj o obnovení univerzity v městě Brně. Snahou českých vlastenců v čele s Tomášem Garriguem Masarykem bylo vybudování české vysoké školy v Brně. Tlaky na její zřízení zesílily v roce 1885, myšlenka se dostala i do vídeňského parlamentu. Proti zřízení nové české vysoké školy se však postavili brněnští a moravští Němci. Od 1. října roku 1905 se v Brně konal sjezd Němců, zvaný Volkstag, který se problémem české univerzity v Brně zabýval. Ve stejný den svolala kvůli tomuto problému česká Národní rada do Brna shromáždění. Došlo k potyčkám, na podnět Němců byla povolána policie a v ulicích Brna zasahovalo vojsko. Při jeho zásahu byl zabit český dělník František Pavlík z Ořechova. Kvůli odporu Němců se univerzitu v Brně za Rakouska-Uherska nepodařilo zřídit.

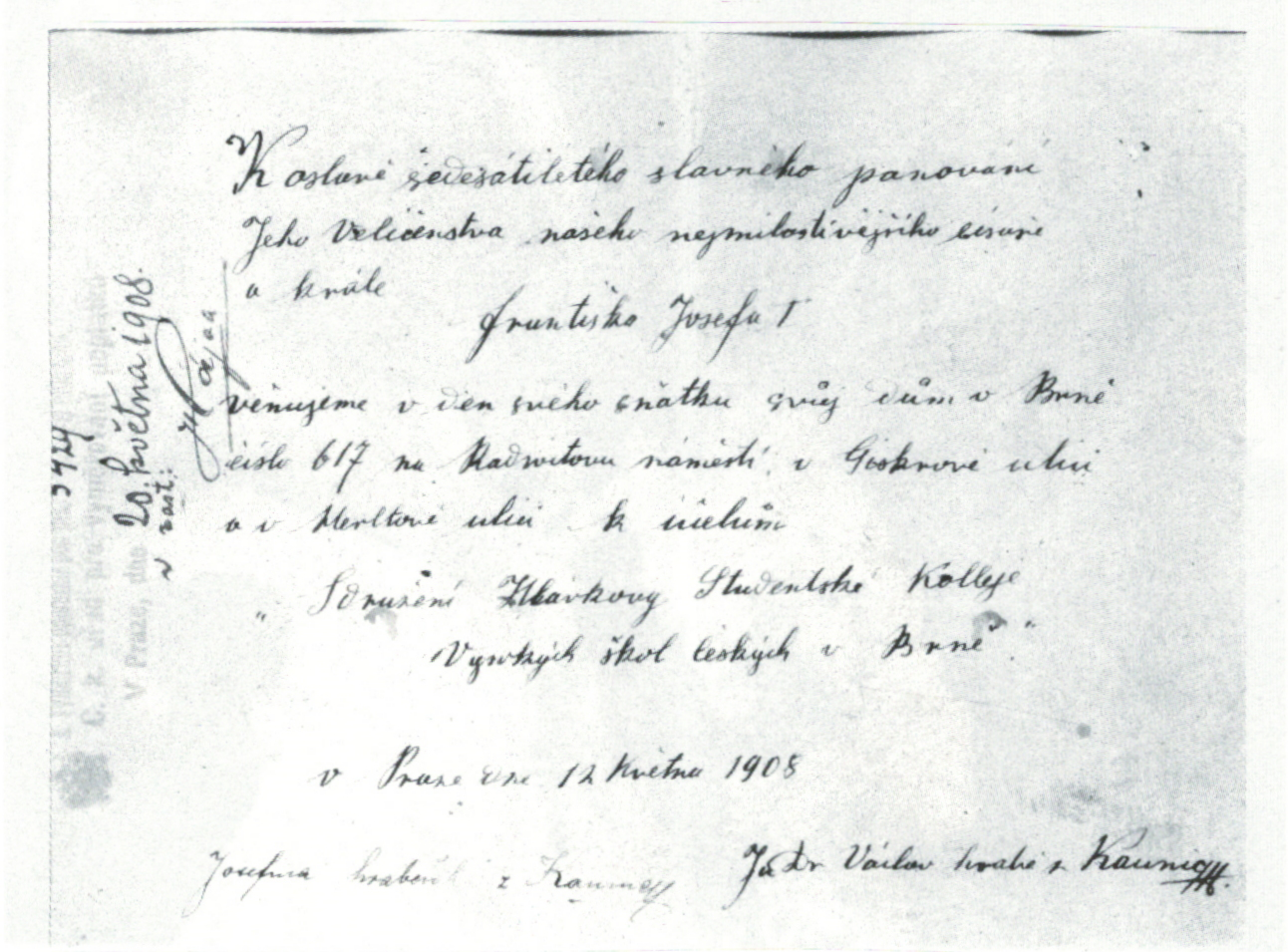
Věnování Kounicova paláce pro české studentstvo

Dne 12. května 1908 daroval český vlastenec Václav Robert Kounic s novomanželkou Josefínou Kounicovou svůj palác v Brně čp. 617 na dnešním Žerotínově náměstí pro účely ubytování českých studentů a zřídil nadaci pro výstavbu studentských kolejí. Ty byly vystavěny až po 1. světové válce v samostatném Československu v roce 1922 podle projektu Karla Huga Kepky. První studenti se do kolejí nastěhovali 5. listopadu 1923.
Koleje sloužily svému účelu až do 17. listopadu 1939, kdy byly přepadeny příslušníky gestapa a jednotkami SS. Do koncentračního tábora Sachsenhausen bylo odvlečeno 173 studentů, zbytek nájemníků se musel odstěhovat.

## Věznice a popraviště

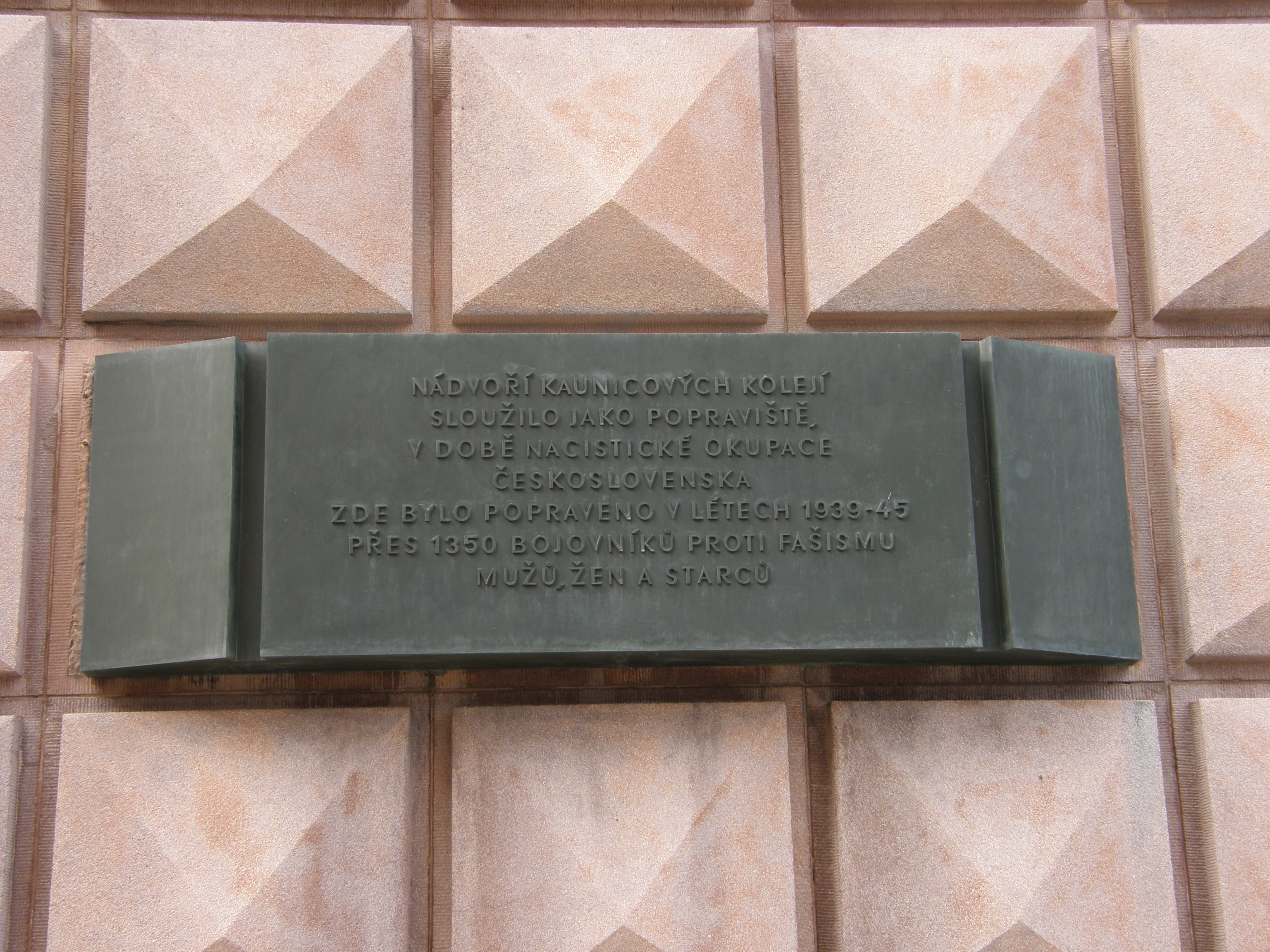
Pamětní deska připomínající popraviště

Počátkem roku 1940 začaly být Kounicovy koleje využívány jako věznice kterou během války do 26. dubna 1945 prošlo několik desítek tisíc českých vlastenců, odbojářů a vysokoškolských učitelů. Ti pak byli ve většině případů deportování do německých koncentračních táborů, v menší míře byli popravováni přímo ve věznici. Nejkrutější období nastalo během prvního a druhého stanného práva. Popravovalo se zastřelením, oběšením nebo se vraždilo ranou z pistole do týla. Popravy se odehrávaly na vnitřním obdélníkovém nádvoří, které je ze tří stran kryté obytnými budovami. Na nádvoří je vyvedeno sgrafito sv. Václava s textem "Nedej zahynouti nám i budoucím". Přímo pod ním byl umístěn lapač kulek.
Velitelem věznice byl SS-Obersturmbannführer Michael Kneissl.
Mnozí vězni byli před popravou či deportací do koncentračního tábora krutě mučeni, někteří spáchali raději sebevraždu. Popravy v Kounicových kolejích byly veřejné a v hojném počtu byly navštěvovány brněnskými Němci. Na jejich sledování byly prodávány vstupenky za tři marky. V publiku přitom převažoval podíl německých žen. I během exekucí se ozýval smích a mnozí se netajili radostí, že jsou „české potvory a bestie“ zabíjeny, či povzdechem, že „dnes jich bylo nějak málo.“ Těla popravených byla spalována a jejich popel nacističtí prominenti používali k hnojení svých zahrad. Celkem zde bylo popraveno okolo 800 osob. Někdy se udává i počet 1300 obětí.
Po osvobození se koleje staly vězením pro kolaboranty a nacisty, ale také pro stovky nevinných lidí, které policie nebo armáda zatkla na ulici jenom proto, že byli Němci a nosili bílou pásku. Stejně jako se chodily německé ženy za protektorátu dívat na popravy českých vlastenců v Kounicových kolejích, ani Češi si nenechali po osvobození ujít tuto příležitost. Každý večer se tu shromažďovaly celé davy zvědavců, kteří při každé ráně radostně hulákali a povzbuzovali bijce oplzlými řečmi. Ačkoli fungovala věznice v Kounicových kolejích jen několik měsíců, od května do září 1945, zemřelo zde na následky mučení nejméně tři sta lidí. Pohřbeni byli v hromadných hrobech na Ústředním hřbitově a v Purkyňově ulici v Králově Poli. Přesný počet obětí není dosud znám.

## Využití po druhé světové válce

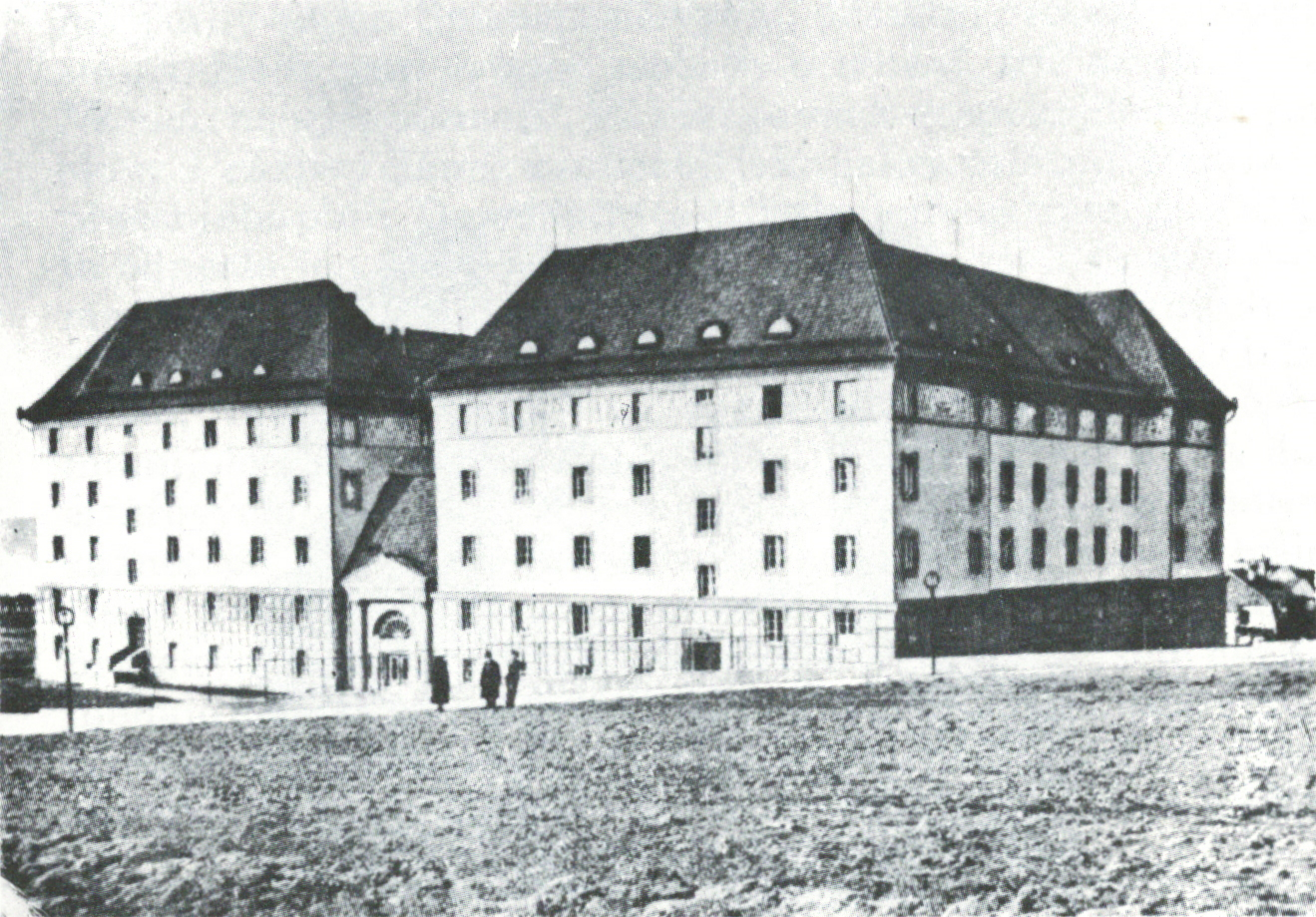
Kounicovy koleje v roce 1925

Po druhé světové válce začaly koleje sloužit opět svému původnímu účelu, ubytováváni zde byli studenti téměř všech brněnských vysokých škol. Od 70. let 20. století byly ve správě Vysokého učení technického (VUT), od něhož získala v roce 1999 koleje Veterinární a farmaceutická univerzita Brno.
Na památku nacistického teroru se zde nachází historická expozice. Jako připomínka těchto tragických událostí byl na místě bývalého popraviště umístěn bronzový reliéf Vlastenec a v parku vznikl Památník vítězství nad fašismem – obložený pylon. Roku 1978 byly koleje prohlášeny za národní kulturní památku.